# NGC 5981
NGC 5981 é uma galáxia espiral (Sc) localizada na direcção da constelação de Draco. Possui uma declinação de +59° 23' 29" e uma ascensão recta de 15 horas, 37 minutos e 53,4 segundos.
A galáxia NGC 5981 foi descoberta em 6 de Maio de 1850 por William Parsons.